# Smörbollar
Smörbollar (Trollius europaeus) är en art i familjen ranunkelväxter.

## Habitat

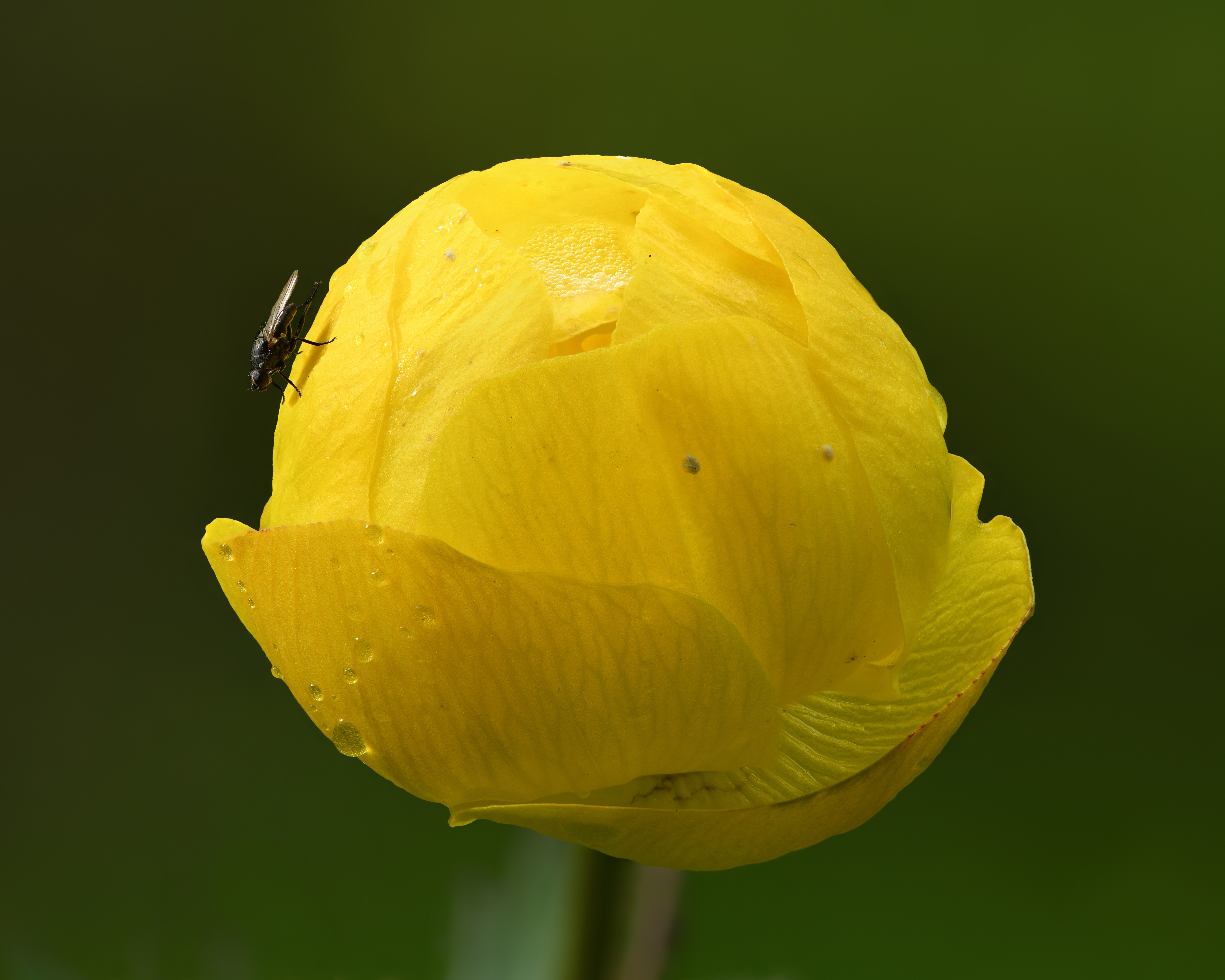
Blomma

Växten växer vilt i större delen av Europa och vidare österut till västra Sibirien. Den finns i hela Norden (utom på Island och i det västanfjällska Norge).
Utbredningskartor
- Norden
- Norra halvklotet

## Biotop
Smörbollar växer företrädesvis på svagt fuktiga ängar och är i Norrland och Lappland även vanlig på gräsrika fjällsluttningar upp till trädgränsen. I Sverige är smörboll fridlyst i vissa län. 

## Beskrivning
Smörbollar har tillsammans med flera andra arter gett upphov till hybridkomplexet trädgårdssmörbollar (T.×cultorum) som är vanliga trädgårdsväxter.
Arten är en kal, flerårig ört som kan bli upp till 70 cm hög. Stjälken är upprätt och ogrenad. Bladen är brett handflikiga med sågad kant. Blommorna är toppställda och ca 3 cm i diameter, De är svagt men fint välluktande med en doft av smör och smuldeg. De yttre hyllebladen är gula, kronbladslika och upp till 12 st. De inre hyllebladen, vilka motsvarar kronbladen, är kortare än ståndarna och ombildade till nektarier. Frukten är en baljkapsel som liknar den hos kabbleka. Fröna är många och blanksvarta. Hela växten är giftig. Smörbollar blommar från maj till juli, allt efter växtplatsen..
Smörbollar är lätta att känna igen på sina klargula, bollformade blommor och kan knappast förväxlas med någon annan art i den svenska floran. Till utseendet har den vissa likheter med arterna i släktet smörblommor. Ett exempel är de handflikiga rosettbladen.

## Bygdemål
| Namn          | Trakt          | Förklaring                 |
| ------------- | -------------- | -------------------------- |
|               |                |                            |
| Bubba         | Skåne, Halland |                            |
| Bulleblomster | Skåne, Halland |                            |
| Buller-urter  | Skåne, Halland |                            |
|               |                |                            |
| Daldocka      | Närke          |                            |
| Dalklocka     |                |                            |
| Laxblomster   | Norrland       | Blommar då laxen kommer.   |
| Ploppen       | Norrland       | o uttalat som o, ej som å. |
| Ängabulla     | Skåne          |                            |
| Ängaknappa    | Blekinge       |                            |
| Ängsboll      |                |                            |
| Ängaboll      | Småland        |                            |
| Ängsbulle     |                |                            |
| Välagulla     | Jämtska        |                            |

## Etymologi
Det vanligaste svenska namnet, smörboll, syftar på den klotformiga blomman, som har viss likhet med de smörklimpar, som flyter upp vid kärning av grädde.
Även namnet "daldocka" syftar möjligen på växtens utseende: "Dal" betyder nämligen här inte dalgång, utan kommer av ett fornnordiskt ord "dol" med innebörden tokig, galen, förvirrad och dylikt, men också överdådig, "särskilt i fråga om klädedräkt".
Släktnamnet Trollius myntades redan 1542 efter modell av växtens tyska namn Trollblume. Artnamnet europæus (europaeus) är en latinisering av Europa.

## Synonymer
Trollius connivens Moench nom. illeg.
Trollius europaeus subsp. globosus (Lam.) Domin
Trollius europaeus var. humilis (Crantz) P.Fourn.
Trollius germanicus Wender. nom. illeg.
Trollius globosus Lam.
Trollius humilis Crantz
Trollius medius Wender.
Trollius minimus Wender.
Trollius montanus Salisb. nom. illeg.
Trollius napelliformis Roep.
Trollius rotundifolius Stokes
Trollius sphaericus Salisb.
Trollius viridis Miel.